# Звонкая
Звонкая — деревня в Даниловском районе Ярославской области. Входит в состав Дмитриевского сельского поселения.

## История
В 1965 г. Указом Президиума ВС РСФСР деревня Грабежево переименована в Звонкая.

## Население
| 1859 | 2002 | 2007 | 2010 |
| ---- | ---- | ---- | ---- |
| 63   | ↘4   | ↗5   | ↘4   |